# Austal USA
Austal USA — американское отделение австралийской судостроительной компании Austal.
Производство расположено городе Мобил, штат Алабама, США. Именно здесь находится ангар компании, занимающий 9-ю строчку в списке крупнейших зданий и сооружений мира (по полезному объёму) — 1 365 000 м³.
Штат компании по состоянию на 2012 год составлял 3100 человек.
В марте 2012 года было объявлено, что в связи с расширеним контракта на постройку кораблей для ВМС США, в ближайшие годы планируется дополнительно инвестировать в развитие производства 160 млн долларов и увеличить штат до 4000 человек.

## Суда и корабли построенные компанией
- 2004 — скоростной паром Lake Express
- 2007 — скоростной паром Alakai (с 2009 переименован в USNS Puerto Rico (HST-2))
- 2008 — скоростной паром Huakai (с 2009 года переименован в USNS Guam (HST-1))
- 2011 — USNS Spearhead (JHSV-1) — головной корабль типа Spearhead-class из планируемой серии в 10 кораблей. Контракт на строительство данной серии кораблей был выигран верфью в 2008 году.
- 2012 — USS Coronado (LCS-4), корабль типа Independence-class

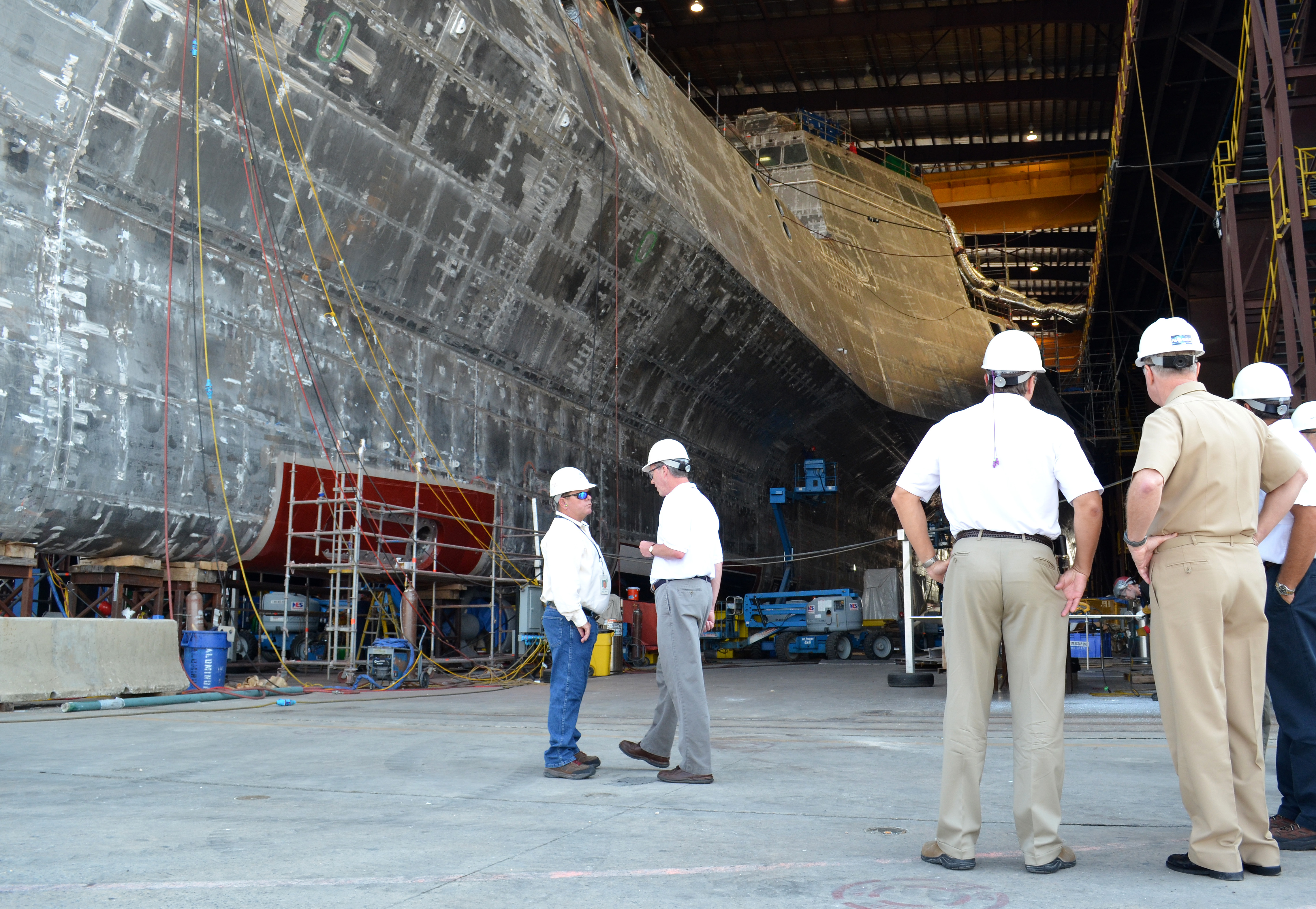
Корпус USS Coronado (LCS-4) на верфи Austal USA в г. Мобил, 2011 год
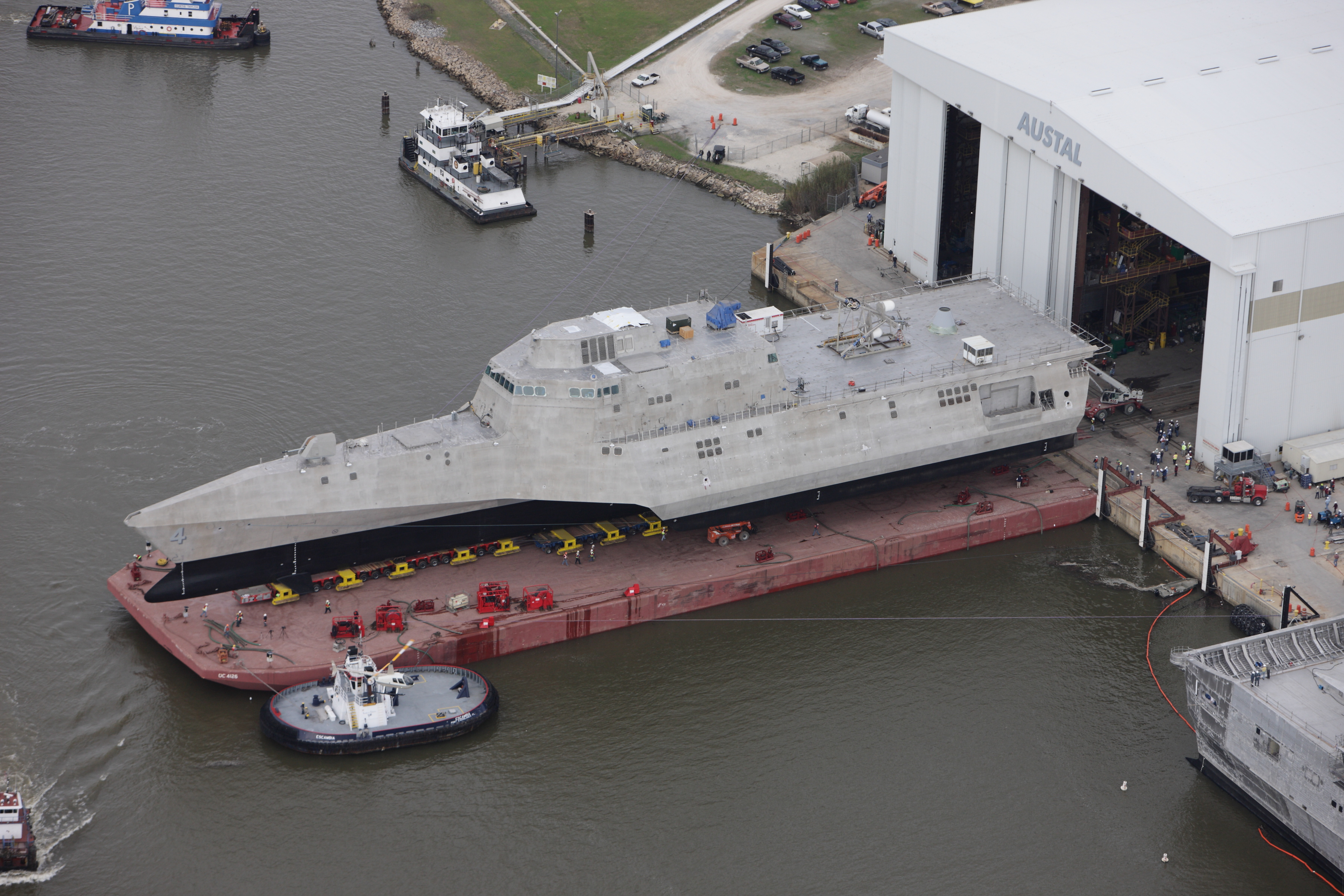
USS Coronado (LCS-4) на верфи Austal USA в г. Мобил, 2011 год
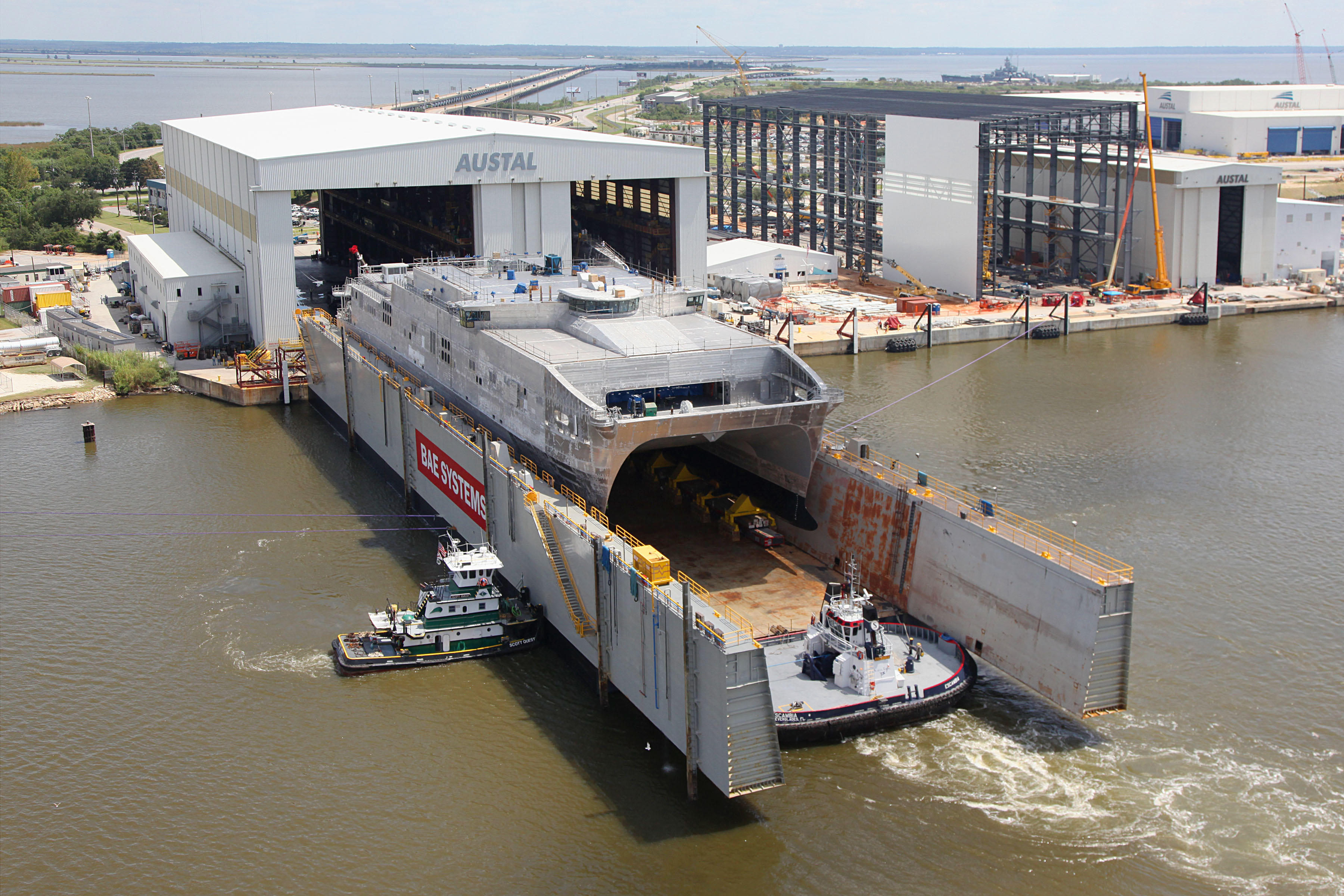
USNS Spearhead (JHSV-1) на верфи Austal USA в г. Мобил, 2011 год
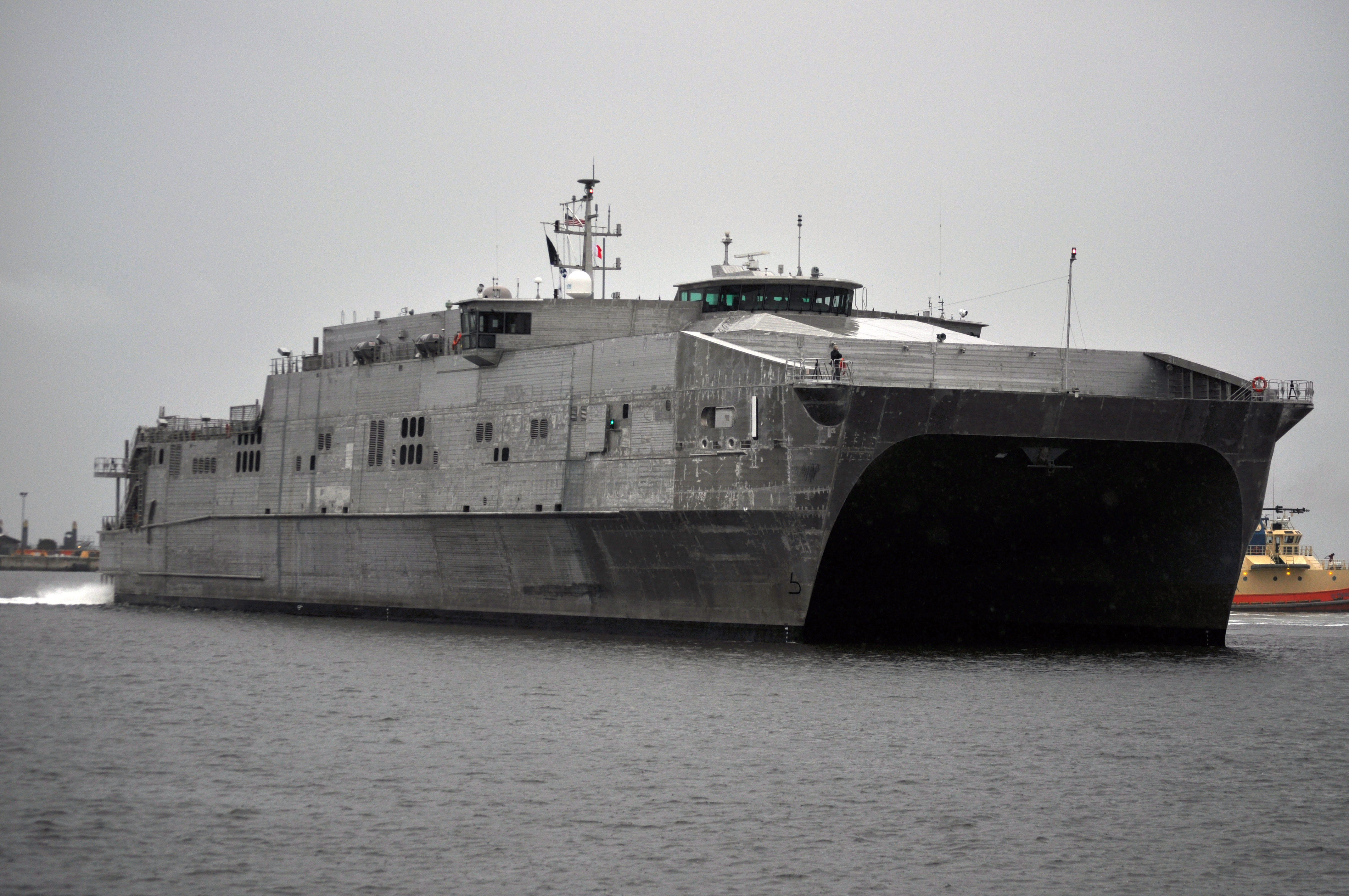
USNS Spearhead (JHSV-1), 2013 год